# Беклемишев, Михаил Константинович
Михаил Константинович Беклемишев (род. 10 марта 1961, Москва) — российский химик, специалист в области аналитической химии. Доктор химических наук, заместитель главного редактора "Журнала аналитической химии".

## Биография
В 1978 году окончил школу №171 при химическом факультете МГУ им. М. В. Ломоносова, в 1983 году с отличием окончил МГУ. C 1985 года - научный сотрудник Кафедры аналитической химии МГУ.
В 1988 году защитил кандидатскую, а в 2011 году — докторскую диссертацию в МГУ. В течение 1993—1994 годов работал в качестве исследователя в Университете Айдахо и 2000-2002 гг. в Университете Северной Дакоты.
В 1995-2003 годах работал в должности старшего научного сотрудника в Лаборатории кинетических методов анализа на Кафедре аналитической химии МГУ. С 2003 года - ведущий научный сотрудник.

## Научная деятельность
Научные интересы: экстракция металлов макроциклическими реагентами, кинетические методы анализа, флуориметрические методы определения и обнаружения низкомолекулярных органических соединений, биовизуализация. Разработал новые подходы в аналитическом определении металлов и органических соединений кинетическими методами.
М. К. Беклемишев — автор около 60 научных публикаций, индексируемых РИНЦ, среди которых также 4 патента. Суммарно его работы цитировались свыше 250 раз, индекс Хирша — 10 (данные РИНЦ на конец 2018 года).

## Педагогическая деятельность

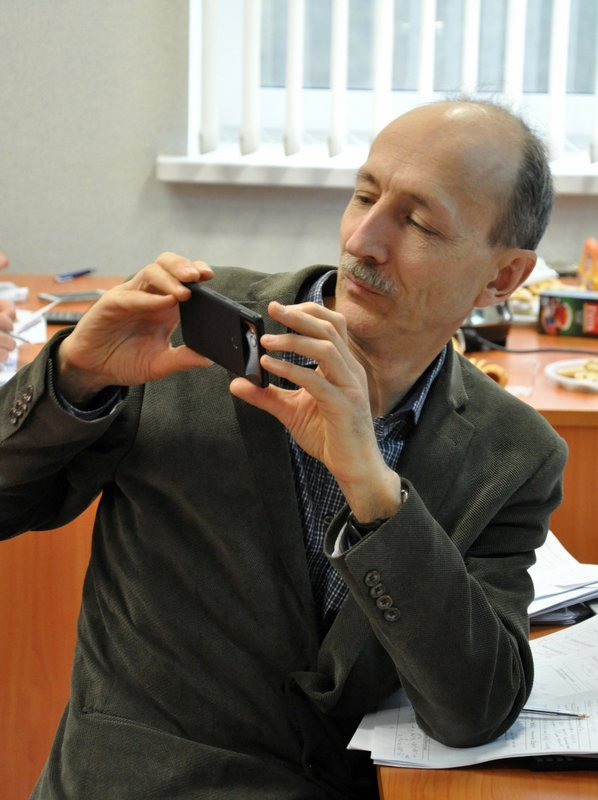
М. К. Беклемишев в качестве жюри на 52-й ММО

Ведет занятия по курсу "Методы анализа веществ и материалов" на Факультете наук о материалах МГУ.
Читает лекции по кинетическим методам анализа и распознаванию малых молекул для старшекурсников и аспирантов Химического факультета МГУ.
Является куратором секции "Аналитическая химия" Международной Менделеевской Олимпиады и Олимпиады Мегаполисов.

## Семья
Женат, имеет двух дочерей.
Отец — профессор МГУ Константин Владимирович Беклемишев (1928—1983), зоолог.
Дед — профессор Владимир Николаевич Беклемишев (1890—1962), выдающийся советский зоолог, лауреат двух Сталинских премий.